# Saint-Sigismond-de-Clermont
Saint-Sigismond-de-Clermont és un municipi francès situat al departament del Charente Marítim i a la regió de la Nova Aquitània. L'any 2007 tenia 159 habitants.

## Demografia

### Població
El 2007 la població de fet de Saint-Sigismond-de-Clermont era de 159 persones. Hi havia 70 famílies de les quals 16 eren unipersonals (12 homes vivint sols i 4 dones vivint soles), 21 parelles sense fills, 29 parelles amb fills i 4 famílies monoparentals amb fills.
La població ha evolucionat segons el següent gràfic:
Habitants censats

### Habitatges
El 2007 hi havia 73 habitatges, 68 eren l'habitatge principal de la família, 2 eren segones residències i 3 estaven desocupats. 70 eren cases i 1 era un apartament. Dels 68 habitatges principals, 57 estaven ocupats pels seus propietaris, 9 estaven llogats i ocupats pels llogaters i 1 estava cedit a títol gratuït; 2 tenien dues cambres, 13 en tenien tres, 17 en tenien quatre i 35 en tenien cinc o més. 60 habitatges disposaven pel capbaix d'una plaça de pàrquing. A 25 habitatges hi havia un automòbil i a 39 n'hi havia dos o més.

### Piràmide de població
La piràmide de població per edats i sexe el 2009 era:
| Homes | Edats   | Dones |
| ----- | ------- | ----- |
| 0     | 95 o +  | 0     |
| 0     | 90 a 94 | 0     |
| 0     | 85 a 89 | 0     |
| 0     | 80 a 84 | 4     |
| 4     | 75 a 79 | 4     |
| 4     | 70 a 74 | 0     |
| 4     | 65 a 69 | 4     |
| 8     | 60 a 64 | 0     |
| 8     | 55 a 59 | 12    |
| 4     | 50 a 54 | 0     |
| 0     | 45 a 49 | 4     |
| 8     | 40 a 44 | 0     |
| 12    | 35 a 39 | 16    |
| 0     | 30 a 34 | 0     |
| 8     | 25 a 29 | 0     |
| 0     | 20 a 24 | 4     |
| 12    | 15 a 19 | 0     |
| 4     | 10 a 14 | 4     |
| 4     | 5 a 9   | 0     |
| 0     | 0 a 4   | 0     |

## Economia
El 2007 la població en edat de treballar era de 99 persones, 74 eren actives i 25 eren inactives. De les 74 persones actives 64 estaven ocupades (37 homes i 27 dones) i 10 estaven aturades (5 homes i 5 dones). De les 25 persones inactives 8 estaven jubilades, 5 estaven estudiant i 12 estaven classificades com a «altres inactius».

### Ingressos
El 2009 a Saint-Sigismond-de-Clermont hi havia 61 unitats fiscals que integraven 141,5 persones, la mediana anual d'ingressos fiscals per persona era de 16.528 €.

### Activitats econòmiques
Dels 3 establiments que hi havia el 2007, 1 era d'una empresa de fabricació d'altres productes industrials, 1 d'una empresa de comerç i reparació d'automòbils i 1 d'una empresa immobiliària.
L'únic servei als particulars que hi havia el 2009 era una lampisteria.
L'any 2000 a Saint-Sigismond-de-Clermont hi havia 8 explotacions agrícoles que ocupaven un total de 255 hectàrees.

## Poblacions més properes
El següent diagrama mostra les poblacions més properes.